# Вомпсвілл (Нью-Йорк)
Вомпсвілл (англ. Wampsville) — селище (англ. village) в США, в окрузі Медісон штату Нью-Йорк. Населення — 573 особи (2020).

## Географія
Вомпсвілл розташований за координатами 43°4′40″ пн. ш. 75°42′36″ зх. д. / 43.07778° пн. ш. 75.71000° зх. д. (43.077794, -75.710009).  За даними Бюро перепису населення США в 2010 році селище мало площу 2,63 км², з яких 2,61 км² — суходіл та 0,02 км² — водойми.

## Демографія
Згідно з переписом 2010 року, у селищі мешкали 543 особи в 208 домогосподарствах у складі 150 родин. Густота населення становила 206 осіб/км².  Було 223 помешкання (85/км²).
Расовий склад населення:
| - 94,8 % — білих - 1,5 % — чорних або афроамериканців - 0,7 % — азіатів - 0,6 % — корінних американців |

До двох чи більше рас належало 2,2 %. Частка іспаномовних становила 0,9 % від усіх жителів.
За віковим діапазоном населення розподілялося таким чином: 23,8 % — особи молодші 18 років, 60,9 % — особи у віці 18—64 років, 15,3 % — особи у віці 65 років та старші. Медіана віку мешканця становила 43,4 року. На 100 осіб жіночої статі у селищі припадало 93,9 чоловіків;  на 100 жінок у віці від 18 років та старших — 89,0 чоловіків також старших 18 років.
Середній дохід на одне домашнє господарство  становив 51 870 доларів США (медіана — 40 556), а середній дохід на одну сім'ю — 63 872 долари (медіана — 62 321). Медіана доходів становила 45 000 доларів для чоловіків та 40 268 доларів для жінок. За межею бідності перебувало 21,8 % осіб, у тому числі 34,3 % дітей у віці до 18 років та 18,4 % осіб у віці 65 років та старших.
Цивільне працевлаштоване населення становило 261 особа. Основні галузі зайнятості: роздрібна торгівля — 17,2 %, освіта, охорона здоров'я та соціальна допомога — 17,2 %, виробництво — 11,1 %, науковці, спеціалісти, менеджери — 10,7 %.